# Giovanni Innocenzo Martinelli
Giovanni Innocenzo Martinelli, OFM (5. února 1942, El Khadra – 30. prosince 2019) byl libyjský katolický duchovní, biskup a člen řádu františkánů.

## Stručný životopis
Narodil se 5. února 1942, El Khadra. Po vstupu do řádu menších bratří byl vysvěcen na kněze dne 28. července 1967. Dne 3. května 1985 byl papežem Janem Pavlem II. ustanoven apoštolským vikářem Tripoli a titulárním biskupem tabudským. Biskupské svěcení získal 4. října 1985 z rukou Gabriela Montalvo Higuery který byl apoštolský delegát v Libyi a spolusvětiteli byli Joseph Mercieca a José Antonio Peteiro Freire, O.F.M..